# Borealibius zetlandicus
Genre
Espèce
Synonymes
- Macrobiotus zetlandicus Murray, 1907
- Hypsibius zetlandicus (Murray, 1907)

Borealibius zetlandicus, unique représentant du genre Borealibius, est une espèce de tardigrades de la famille des Hypsibiidae. 

## Distribution
Cette espèce se rencontre en Europe dans les régions polaire, sub-polaire et alpine.

## Publications originales
- Pilato, Guidetti, Rebecchi, Lisi, Hansen & Bertolani, 2006 : Geonemy, ecology, reproductive biology and morphology of the tardigrade Hypsibius zetlandicus (Eutardigrada: Hypsibiidae) with erection of Borealibius gen. n. Polar Biology, vol. 29, no 7, p. 595-603.
- Murray, 1907 : Scottish Tardigrada, collected by the Lake Survey. Transactions of the Royal Society of Edinburgh, vol. 45, no 3, p. 641-668 (texte intégral).